# Durst (Kumpfmüller)
Durst ist der zweite Roman des Autors Michael Kumpfmüller, er wurde 2003 bei Kiepenheuer & Witsch veröffentlicht. Seine Handlung greift eine wahre Begebenheit aus dem Sommer 1999 auf und erzählt sie nach.

## Inhalt
Das Buch stellt die Frage nach dem Bösen aus einem ungewohnten Blickwinkel. Angetrieben vom Durst nach einem besseren Leben, sperrt eine junge Mutter ihre zwei Kleinkinder in ein Zimmer ihrer Wohnung und zieht nicht weit entfernt bei ihrem Freund ein. Alleine gelassen, verdursten die Kinder qualvoll. Die labile Mutter lässt sich in der Zeit ziellos treiben. Sie probiert Beziehungen und Lebensmöglichkeiten aus. Nachdem die Frau sich mit ihrem Freund zerstritten hat, kehrt sie in die eigene Wohnung zurück und findet dort ihre verstorbenen Kinder. Die aus der eingeschränkten Perspektive der jungen Protagonistin erzählte Handlung lässt zwar zumeist den weiteren Verlauf offen, jedoch erschließt sich dieser von vorneherein aus dem wenige Jahre früher vorgefallenen realen Ereignis, welches ein breites Echo in den Medien fand.

## Rezeption
„Die griechische Tragödie hat die Sozialwohnung erreicht und findet sich in den sonnenlosen Quadratmetern und dem psychologischen kleinen Einmaleins sehr gut zurecht.“ (Verena Auffermann)
„Michael Kumpfmüllers neuer Roman erzählt die finstere, wahre Geschichte einer Mutter.“ (Marianne Wellershoff)